# Magnesio-protoporfirina IX monometil estere ciclasi (ossidativa)
La magnesio-protoporfirina IX monometil estere ciclasi (ossidativa) è un enzima appartenente alla classe delle ossidoreduttasi, che catalizza la seguente reazione:
magnesio protoporfirina IX 13-monometil estere + NADPH + H+ + O2 ⇄ 131-idrossi-magnesio-protoporfirina IX 13-monometil estere + NADP+ + H2O
131-idrossi-magnesio-protoporfirina IX 13-monometil estere + NADPH + H+ + O2 ⇄ 131-osso-magnesio-protoporfirina IX 13-monometil estere + NADP+ + 2 H2O
131-osso-magnesio-protoporfirina IX 13-monometil estere + NADPH + H+ + O2 ⇄ divinilprotoclorofillide + NADP+ + 2 H2O
L'enzima partecipa alla biosintesi della clorofilla e richiede Fe(II) per l'attività. L'attività di ciclasi in Chlamydomonas reinhardti è associata esclusivamente alla membrana, mentre quella delle piante cotiledoni è associata sia alla membrana che alla frazione solubile.